# Alfta hembygdsförening
Alfta sockens hembygdsförening är en svensk hembygdsförening, som äger och vårdar flera byggnader i Alfta socken i Ovanåkers kommun i Hälsingland.
Alfta sockens hembygdsförening bildades den 18 december 1923. Den första fastigheten som införskaffades var gården Löka i Gundbo, som nu är föreningens hembygdsgård och museum. År 1990 köpte föreningen det gamla församlingshemmet av Alfta församling, vilket namnändrades till Alfta Hembygdshus. 
Hässja såg och kvarn, tullmjölskvarn i Runemo och linskäkten på Kvarnbackarna är andra byggnader som ägs eller vårdas av föreningen. 
Gården Löka, som består av ett tiotal byggnader, är belägen längs Stora hälsingegårdars väg, som sträcker sig mellan Alfta och Edsbyn. Väggmålningar från 1800-talet pryder väggarna i storstugan. 